# Castello di Castel Volturno
Das Castello di Castel Volturno ist eine Burgruine aus dem 10. Jahrhundert in Castel Volturno in der italienischen Region Kampanien. Sie war die hauptsächliche Verteidigungsanlage der Siedlung und lag an der letzten Kurve des Flusses Volturno, bevor dieser in das Thyrrenische Meer mündet. Heute liegt sie an der Via Fiume. An die ursprüngliche Kernburg wurden im Laufe der Jahrhunderte zahlreiche Gebäude angefügt und oft tiefgreifende Umbauten durchgeführt: Die Burg zeigt sich in dem neuen Aussehen, das sie bei den Restaurierungen im 17. und 18. Jahrhundert erhalten hat.

## Geschichte
Im Gegensatz zur üblichen Praxis des Mittelalters, befestigte Siedlungen auf unzugänglichen Höhen zu errichten, wurde die Burg von Castel Volturno an der letzten Kurve des Flusses errichtet, bevor sich dieser ins Meer ergießt. Die Gründung einer Festung, oder wenigstens eines befestigten Ortes an der Mündung des Volturno, geschah laut geschichtlichen Dokumenten um das 10. Jahrhundert herum, als die langobardischen Verwalter des neuen Capua, das 856 auf den Ruinen des altrömischen Hafens Casilino errichtet wurde, einen strategischen, militärischen Vorposten benötigten, um sich gegen die Überfälle, hauptsächlich der Sarazenen, die über das Meer kamen und sich mit Muskelkraft gegen die Strömung den Fluss hinaufarbeiteten, zu verteidigen; dieser Vorposten sollte den Zugang für feindliche Schiffe zur Flussmündung versperren. Der erste Burgenbau am Volturno war sicherlich vom langobardischen Bischof Radiperto veranlasst: Laut dem Gedicht auf seiner Grabplatte war er es, der einen hohen Turm über dem schnell fließenden Fluss errichten (lat.: „Extulit altifluam pracelso culmine turrim“) und die befestigte Siedlung mit einer Mauer umgeben ließ (lat.: „moenibus arcem“). Die Burg wurde auf einem erhaltenen Bogen der altrömischen Brücke über den Volturno im Verlauf der ‚‚Via Domiziana‘‘ errichtet, die der römische Kaiser Domitian im Jahre 95 n. Chr. hatte bauen lassen. Aus der Brücke wurde dann ein Viadukt, gestützt von Pfeilern (lat.: „pilae“), die über weite Strecken am gegenüberliegenden Flussufer aufeinander folgten.
Die alte Konstruktion muss eine längliche Form gehabt haben, senkrecht zum Flusslauf und in Achse mit der alten Trasse der Via Domiziana. Anschließend an den Turm muss sich östlich die gemauerte Siedlung von San Castrese entwickelt haben. Im Jahre 904 wurde der kleine, befestigte Komplex vom Verwalter Gaideri geleitet; 982 waren die Gebrüder Guaiferio, genannt Alo und Guaiferi, Söhne von Wiferi, Grafen von Volturno und Patria. 988 waren die Gebrüder Daoferi und Daoferio Grafen von Volturno, wogegen Anfang der 1000er-Jahre Doferi Graf von Volturno war; später wurde die Festung von den Normannen von Aversa Guaferi übertragen.
Mit der Krönung von Roge II. zum König von Sizilien 1130 fiel die Burg an der Mündung des Volturno an Ugone, Graf von Boiano, der sie eingenommen hatte. 1206 stiftete Kaiser Friedrich II. die Burg dem Erzbischof von Capua, wogegen sie während der Herrschaft von Königin Johanna II. (1414–1435) mit der Hilfe von Filippo Barile in die Hände der De Sconnitos fiel und wieder Teil der Krongüter wurde und als solches von Alfons I. von Aragón (1435–1458) an seine Tochter Eleonora verlehnt wurde, die sie als Mitgift in die Ehe mit Marino di Marzano, Herzog von Sessa, brachte. Als dieser sich 1460 gegen seinen Schwager Ferdinand I. (1459–1494) auflehnte, wurde die Burg unter eine lange Belagerung gezwungen.
Die Burg und das weitläufige Gut von Castel Volturno wurden unter der Herrschaft der Capuaner gehalten. Die Burg und die gemauerte Siedlung von San Castrese haben über die Jahrhunderte sowohl ihre Gemeindegrenzen als auch ihr ursprüngliches Straßennetz erhalten. Sie sind Teil der Brückenbogens Domitians aus dem 1. Jahrhundert und der dicken Umfassungsmauer, die mit Platten aus leucitischem Gestein, vorwiegend von der alten Via Domiziana, und mit Blöcken aus Travertin und Tuff, die aus dem Abriss von Gebäuden der altrömischen Kolonie Volturnum stammen, gebaut war. Sowohl die Anordnung der Straßen (Vico I, II, III, IV, V und VI), alle senkrecht zum Hauptplatz (Largo San Castrese) nach dem Modell der altrömischen Castra, als auch der Waffenplatz der Festung müssen von ihr stammen.
Die historischen Dokumente bestätigen über die Jahrhunderte die Existenz eines Castrum, eines Turmes, einer Burg und einer befestigten Siedlung an der Mündung des Flusses Volturno seit ältester Zeit, aber sie haben die Veränderungen und Umbauten, zu denen es im Laufe der Zeit kam, nicht überliefert, ebenso wie die Folgen von Unwettern, Erdbeben oder kriegerischen Handlungen sowie den Eingriffen des Menschen. In einer alten bildlichen Darstellung, die in der erzbischöflichen Kirche von Capua erhalten war, aber heute verschwunden ist, war eine „Burg, eingefriedet von einer Mauer“ mit der Beschreibung CASTRUM MARIS DE / VOLTURNO QUOD EST DE / MAIOR ECC. CAPUANA abgebildet.
Im Laufe der Jahrhunderte wurden die Mauerstrukturen der Burg und der befestigten Siedlung San Castrese grundlegenden Veränderungen unterzogen. Der primitive Turm mit Mauer, den der langobardische Bischof Radiperto bauen ließ, wofür Holz, vorwiegend aus dem nahegelegenen Silva Gallinaria, und Mauerwerk kombiniert wurden, dessen Material aus der Zerstörung der Via Domiziana und der altrömischen Kolonie Volturnum stammte, wurde im Laufe des 13. Jahrhunderts durch eine Festung aus Mauerwerk mit Umfassungsmauer und Bergfried ersetzt, die der Schlüssel zur Verteidigung der gesamten befestigten Siedlung wurde. Der primitive, langobardische Turm, vermutlich aus Holz und umgeben von einer Palisade und einem einfachen Graben, wich einem massigen Bergfried mit einer von einer Mauer und einem Wassergraben umgebenen Siedlung. Die Einführung der Feuerwaffen, die bei der Belagerung 1460 die alte Umfassungsmauer zerstörten, führte zu einer letzten Veränderung. Burg und Siedlung mussten durch eine doppelte Umfassungsmauer verteidigt werden, die zum Teil heute noch existiert, ebenso wie durch verschiedene Türme und befestigte Wachposten bei gleichzeitiger Verstärkung des Bergfrieds, der im 17. Jahrhundert die Form einer echten Bastion annahm, als die Küsten Kampaniens wieder Ziel von Piratenüberfällen wurden, also mussten die Tore und Mauern verstärkt werden, die mit Schießscharten für die Armbrustschützen, mit Feldschlangen und Kanonen bestückt wurden.

## Die Burg heute
Sowohl die Burg als auch die Gebäude im Inneren der befestigten Siedlung San Castrese wurden im Laufe der Zeit wesentlich umgebaut, sodass es ohne die Unterstützung einer entsprechenden archäologischen Grabung oder einer Untersuchung der verschiedenen übereinander liegenden Schichten von Mauern schwierig ist, die verschiedenen Veränderungen und geschichteten Überlagerungen einer bestimmten Periode zuzuordnen. Die heute existierenden Bauten sind nach einer ersten Sichtprüfung nicht älter als aus dem 17. oder 18. Jahrhundert. Die einzige Burg an der Außenseite der Piazza Castello hat die quadratische Form von Verteidigungstürmen aus dem 17. Jahrhundert, der Zeit des Vizekönigs. Alter Machart ist die gepflasterte Zugangsrampe aus Opus spicatum, an deren oberem Ende sich ein großes Tor jüngerer Bauart erhebt, das zum Innenhof des Bergfrieds führt, der mit ziemlicher Sicherheit im Wehrgang der doppelten Umfassungsmauer erreicht ist. Auf der gegenüberliegenden Seite, in der Via Fratelli Daoferi (oder Daoferio) kann man noch eine Barbakane und in der Mauer zwei schmale, symmetrisch angeordnete Schlitze sehen, durch die vielleicht die Ketten geführt wurden, mit denen die Zugbrücke bedient wurde, die auch da sein musste, wenn die Burg, wie die Quellen bestätigen, von einem Wassergraben umgeben war, den man vermutlich in Teilen aus den Armen des altrömischen Hafens erhalten hatte.
Das Innere der Burg hat wegen der Umbauten, die im 19. und 20. Jahrhundert durchgeführt wurden, ihren natürlichen Verteidigungscharakter verloren. Das Eingangstor am Largo San Castrese ist vermutlich nicht älter als aus dem 17. Jahrhundert, wie man an der gedrungenen Form und dem Fehlen der Nuten und der Absperrschieber ersieht. Der heutige Uhrenturm an der Piazzetta Radiperto, ursprünglich ein Wachturm am Tor, stammt in seinem oberen Teil aus dem 18. Jahrhundert, was erst für das Jahr 1757 in den Konten der Gemeinde die Zahlung des Honorars an den Uhrmacher bezeugt ist.
Gleichermaßen stammen die Fassaden der Wohnhäuser im Inneren der Siedlung San Castrese wegen der fortgesetzten Umgestaltungen und Umbauten aus dem 18. Jahrhundert. Sie sind aus Stein und folgen alle demselben Schema; sie bestehen meistens aus zwei einzelnen, übereinander liegenden, nicht miteinander verbundenen Räumen; der Zugang zu den oberen Stockwerken war über eine gemauerte Außentreppe möglich. Das Gebäudeschema zeigt tragende Mauern, die seitlichen Mauern als Kommunmauern, die vorderen Mauern einzeln und die Decken mit Holzbalken.